# Лосева Слобода
Лосева Слобода (укр. Лосєва Слобода) — село в Сновском районе Черниговской области Украины. Население 245 человек. Занимает площадь 98,1 км². Протекает река Домна (приток Снова).
Код КОАТУУ: 7425884502. Почтовый индекс: 15241. Телефонный код: +380 4654.

## Власть
Орган местного самоуправления — Новомлыновский сельский совет.